# Aço inoxidável duplex
Aço duplex é um tipo de aço inoxidável composto pela combinação de dois tipos de microestrutura: Ferrítica e austenítica. Sua principal característica é a excelente resistência à corrosão em meios agressivos devido à sua habilidade em se passivar,(ou seja acionar a camada superficial que é responsável pela proteção do aço em meios agressivos (esta camada é extremamente fina 3° a 50A) e permanecer no estado passivo em diversos meios aos quais é submetido; Devido ao efeito do refino de grão obtido pela estrutura austenítica-ferrítica e ao endurecimento por solução sólida, estes aços apresentam resistência mecânica superior aos aços inoxidáveis austeníticos e ferríticos. Suas aplicações se dão principalmente no ramo da indústria petroquímica (em unidades de dessalinização, dessulfuração e equipamentos para destilação) e papel e celulose (em digestores, plantas de sulfito e sulfato e sistemas de branqueamento).
Possuem pelo menos 11% de Cromo em sua composição química, são intitulados desta maneira, pois são constituídos por duas fases, Austenita e Ferrita, distribuídas igualmente em sua composição, como ilustrado na figura 3.1, juntamente com no mínimo 11% de Cromo. Tal característica contribui com propriedades mecânicas, principalmente tensão de escoamento e também para resistência a corrosão.
A primeira aplicação para aço duplex se deu Suécia em 1930 em indústrias de papel a fim de reduzir problemas de corrosão intergranular que ocorria em aços Austeníticos de auto carbono. Em 1936 a França lançou a primeira patente para o precursor que seria mais tarde seria conhecido como Uranos 50, o que tornou evidente que um aço com matriz Austenítica e Ferritica balanceada favorece a resistência a corrosão por tensão causada por Cloro.
O fim dos anos 60 e início dos anos 70 foram anos notáveis para a evolução das ligas de aços Inoxidáveis Duplex devido à escassez do Níquel, qual acarretou o aumento do preço de aços Inoxidáveis Austeníticos, combinado com uma grande demanda de aços que suportassem ambientes agressivos para indústrias de óleo e gás.
Uma segunda geração de aços Inoxidáveis duplex é introduzida no início dos anos 80, 2205 ou UNS S31803/S32205, uma liga agora com soldabilidade melhorada através da adição de Nitrogênio. A adição de Nitrogênio como metal de liga aumenta a resistência a corrosão e, quando comparado com aços Austeníticos comuns, apresenta mais que o dobro de resistência de escoamento, especialmente quando soldado.
Sua elevada resistência a corrosão combinada com resistência mecânica, garantem a estes aços uma vasta opção de aplicação. No entanto, os aços Inoxidáveis duplex são comumente utilizados em equipamentos offshore para extração de Petróleo, que se encontram em contato com elementos agressivos como H2S ou cloretos.

## Composição química
Sua composição química média é:
| Porcentagem média | Elemento químico |
| ----------------- | ---------------- |
| 22%               | Cr               |
| 5%                | Ni               |
| 3%                | Mo               |
| 0,15%             | N                |
| 0,02%             | C                |

## Propriedades
Este grupo possui características muito especiais, dentre elas está o seu comportamento super plástico indicado pelas grandes deformações as quais pode ser sujeito sem a ocorrência de estricção (empescoçamento) em temperaturas próximas da metade da sua temperatura de fusão. Além da sua super plasticidade estão entre as propriedades mecânicas dos aços duplex a alta resistência a corrosão e a sua resistência mecânica superior a dos aços inoxidáveis comuns.
Estes aços possuem limites de resistência à tração da ordem de 770 MPa, limite de escoamento próximo de 515 MPa, e alongamento em 50mm de 32% em média.
A soldabilidade destes materiais requer cuidados, quanto ao superaquecimento, aporte de calor, temperatura entrepasses não superior a 150 °C, velocidade de resfriamento, pois quando aquecidos e posteriormente resfriados, formam precipitados, que interferem diretamente na resistência do material soldado, especialmente nos testes de impacto.

## Aplicações
Suas principais aplicações estão nas indústrias químicas, de óleo, gás, papel e celulose, aplicado principalmente em evaporadores, dutos, unidades de dessalinização e dessulfuração, equipamentos para destilação, tanques de condução e armazenamento de material corrosivo.